# گراندی ۱۳۹۲۷
سیارک ۱۳۹۲۷ (به انگلیسی: 13927 Grundy، نامگذاری:1987SV3) سیزده هزار و نهصد و بیست و هفتمین سیارک کشف شده‌است که در ۲۶ سپتامبر ۱۹۸۷ کشف شد.
قدر مطلق سیارک برابر ۲۰.۴ است.